# Elecciones provinciales de Río Negro de 1991
Las elecciones generales de la provincia de Río Negro de 1991 tuvieron lugar el domingo 11 de agosto del mencionado año, con el objetivo de renovar las instituciones provinciales y municipales de la provincia. Fueron las terceras elecciones provinciales desde la restauración de la democracia en 1983, así como los séptimos comicios rionegrinos desde la provincialización del territorio en 1958. Fueron asimismo las primeras elecciones bajo la constitución provincial de 1988, y la primera instancia en que un período constitucional rionegrino llegó a su tercera instancia electoral consecutiva. Se realizaron en desfase con las elecciones legislativas a nivel nacional, que se realizaron un mes más tarde.
Bajo la constitución provincial vigente, se debía elegir al Gobernador y al Vicegobernador en fórmula única, así como a los 43 integrantes de la Legislatura Provincial mediante un sistema mixto proporcional y distrital, conformando los poderes ejecutivo y legislativo de la provincia para el período 1991-1995. Al mismo tiempo, se eligió a las autoridades locales de los numerosos municipios de la provincia, compuestos por un intendente con un mandato de dos o cuatro años que ejercería el poder ejecutivo y un Concejo Deliberante a cargo del poder legislativo.
En virtud de la reforma constitucional de 1988, el gobernador en ejercicio, Horacio Massaccesi, de la Unión Cívica Radical (UCR), pudo presentarse a la reelección para un segundo mandato consecutivo. Su principal contrincante fue el diputado nacional Víctor Sodero Nievas, del Partido Justicialista (PJ), principal partido opositor a nivel provincial y oficialista a nivel nacional con Carlos Menem como presidente. El Partido Provincial Rionegrino (PPR), que había quedado en tercer lugar en las anteriores elecciones, se alió con otros partidos para fundar la alianza Convocatoria para el Reencuentro Rionegrino (CREER), postulando la candidatura del exministro Julio Rajneri, que había desertado de la UCR tras su enfrentamiento con Massaccesi. Una estrategia similar realizó el Partido Intransigente (PI) que fundó la coalición Movimiento Popular y presentó a Julio Rodolfo Salto, intendente de Cipolletti. Hubo otros tres candidatos a gobernador.
Un mes antes de las elecciones, Massaccesi logró un fuerte impulso en su campaña cuando incautó personalmente 16,6 millones de dólares del Banco Provincia de Río Negro para pagar los sueldos atrasados de los jubilados y la administración pública, acción que le valió el apodo de «Robin Hood de la Patagonia» y por la que sería años más tarde objeto de una condena judicial por peculado. Esto, sumado a las sospechas de un pacto entre el gobierno menemista y el radicalismo rionegrino para «facilitar» la victoria del gobernador, llevó a que la UCR consiguiera un aplastante triunfo, logrando Massaccesi el 46,44% de los votos positivos contra el solo 26,95% de Sodero Nievas, una diferencia de casi veinte puntos. Salto logró el 14,31% y desplazó al PPR al cuarto puesto, logrando Rajneri el 9,07%. Massaccesi se impuso en todos los departamentos de la provincia, uno de los dos únicos gobernadores rionegrinos en lograrlo. El nuevo sistema electoral benefició a la UCR, que obtuvo una amplia mayoría en la legislatura con 26 escaños contra 12 del PJ, 3 del PI y 2 del PPR. La participación fue del 77,44% del electorado registrado.
Massaccesi juró su segundo mandato el 10 de diciembre de 1991. Ese mismo día, Edgardo Gagliardi sucedió a Pablo Verani como vicegobernador.

## Contexto
Las elecciones provinciales de 1987, en las que se impuso estrechamente Horacio Massaccesi, dejaron a Río Negro como una de las dos únicas provincias argentinas gobernadas por la Unión Cívica Radical, junto con la Córdoba de Eduardo Angeloz. Massaccesi administró el proceso de reforma constitucional iniciado por su predecesor, Osvaldo Álvarez Guerrero que entre otras cosas creó el cargo de vicegobernador, amplió el número de legisladores provinciales (modificando también el sistema electoral en forma sustancial) y consolidó a Viedma como capital provincial. Las victorias justicialistas en la vecina provincia de Buenos Aires y en las elecciones legislativas nacionales provocaron la rápida caída del Proyecto Patagonia propuesto por el presidente Raúl Alfonsín, que consistía en el traslado de la capital nacional desde la ciudad de Buenos Aires a un distrito federal ubicado en Viedma y la localidad bonaerense de Carmen de Patagones. Al asumir su mandato Massaccesi continuó con varias de las políticas de su predecesor dentro del llamado «Proyecto Rionegrino», con énfasis en la integración provincial. Sus primeros dos años de gestión estuvieron signados por la crisis económica desatada a nivel nacional y el estallido de una hiperinflación en 1989 que provocó la derrota nacional del radicalismo y la llegada anticipada del justicialista Carlos Menem a la presidencia.
En Río Negro, las elecciones de diputados nacionales y los comicios municipales, que tuvieron lugar en paralelo con la elección presidencial nacional implicaron un gran fortalecimiento para el peronismo y la primera derrota para el radicalismo rionegrino en sus seis años de hegemonía. El concejal de Sierra Grande Víctor Sodero Nievas, primer candidato a diputado del justicialismo, obtuvo un triunfo holgado sobre el exministro provincial Oscar Alfredo Machado, mientras que el Partido Provincial Rionegrino, que en 1987 había superado el 20% de los votos, lograba retener un electorado estable con poco más del 11%, pero de todas formas veía reducido su caudal al no haber presentado una lista de electores de presidente, viéndose obligado a hacer campaña por un corte de boleta. Del mismo modo, el PJ obtuvo la victoria en dieciséis localidades contra nueve de la UCR, aunque no en todas se disputó la intendencia municipal.
A partir de esta derrota, el gobierno de Massaccesi y la Unión Cívica Radical rionegrina comenzaron un proceso de «provincialización» partidaria, que tenía como objetivo consolidar el proyecto local para impedir una victoria justicialista en la renovación gubernativa de 1991. A pesar de haber sido elegido bajo una plataforma alfonsinista, Massaccesi mantuvo buenas relaciones con Menem, el cual comenzó a implementar políticas económicas de corte neoliberal que tenían como objetivo poner fin a la inflación. La gestión de Massaccesi había tenido enfrentar un prolongado conflicto gremial durante los primeros meses de la presidencia de Menem desatados por las protestas de los obreros de Hierro Patagónico de Sierra Grande Sociedad Anónima Minera (HIPASAM) por el posible cierre de la mina, que figuras del justicialismo (incluyendo el propio Menem) habían criticado duramente, comprometiéndose a mantenerla en la campaña electoral, apoyo que más tarde retirarían después de asumir el gobierno. Dentro de su propio partido, Massaccesi enfrentó la oposición del exministro nacional e histórico dirigente radical Julio Rajneri, director del importante matutino Diario Río Negro (periódico de mayor tirada de la provincia), que comenzó a convertirse en un activo crítico de su gestión y denunció corrupción en las filas oficialistas.

## Reglas electorales

### Cargos a elegir
Las elecciones se realizaron bajo el texto constitucional sancionado el 3 de junio de 1988, siendo los primeros comicios provinciales que tenían lugar bajo la nueva carta magna provincial. La misma establecía los siguientes cargos y procedimientos de elección:
- Gobernador y vicegobernador electos en fórmula única por mayoría simple con la provincia como distrito único.
- 43 diputados, la totalidad de los miembros de la Legislatura Provincial:
  - 19 diputados electos por toda la provincia por sistema d'Hondt con un piso electoral de 5%.
  - 24 diputados electos en 8 circuitos electorales de 3 diputados cada uno por sistema d'Hondt con un piso electoral de 22%.

### Renovación legislativa
| Alto Valle Centro Alto Valle Este Alto Valle Oeste Andino Atlántico Línea Sur Valle Inferior Valle Medio | Alto Valle Centro Alto Valle Este Alto Valle Oeste Andino Atlántico Línea Sur Valle Inferior Valle Medio | Alto Valle Centro Alto Valle Este Alto Valle Oeste Andino Atlántico Línea Sur Valle Inferior Valle Medio | Alto Valle Centro Alto Valle Este Alto Valle Oeste Andino Atlántico Línea Sur Valle Inferior Valle Medio |
| Circuito                                                                                                 | Diputados circuitales                                                                                    | Diputados poblacionales                                                                                  | Total |
| --- | --- | --- | --- |
| Alto Valle Centro                                                                                        | 3 | 19 | 43 |
| Alto Valle Este                                                                                          | 3 | 19 | 43 |
| Alto Valle Oeste                                                                                         | 3 | 19 | 43 |
| Andino                                                                                                   | 3 | 19 | 43 |
| Atlántico                                                                                                | 3 | 19 | 43 |
| Línea Sur                                                                                                | 3 | 19 | 43 |
| Valle Inferior                                                                                           | 3 | 19 | 43 |
| Valle Medio                                                                                              | 3 | 19 | 43 |
| Total | 24 | 19 | 43 |

## Candidaturas
En contraposición con las estrategias frentistas que se generalizaban en ambas formaciones a nivel nacional, en esta instancia el peronismo y el radicalismo disputaron los comicios gubernativos y legislativos rionegrinos sin configurar alianzas con otros partidos, algo que solo había ocurrido en 1983 y que no ha vuelto a repetirse en la provincia.
La oficialista Unión Cívica Radical enfrentó una dura elección interna para elegir a su candidato a gobernador, a pesar de que se descontaba que Massaccesi obtendría una segunda candidatura por ser el postulante con más posibilidades de llevar al radicalismo a una tercera victoria consecutiva. La competencia provino en esencia del sector conducido por Julio Rajneri, que había ejercido como Ministerio de Educación y Justicia de la Nación en el gobierno de Alfonsín, y desde 1967 dirigía el Diario Río Negro, el medio de comunicación más importante de la Patagonia argentina. Rajneri fundó el «Movimiento de Afirmación Radical» (MAR) con el que disputó a Massaccesi la candidatura gubernativa. Massaccesi prevaleció por amplio margen, siendo proclamado candidato a gobernador, con Edgardo Gagliardi como compañero de fórmula y candidato a vicegobernador. Rajneri judicializó las primarias y, tras fracasar en lograr su anulación, abandonó oficialmente el partido, pasándose de manera formal a la oposición.
El opositor Partido Justicialista, por su parte, se encolumnó con facilidad detrás de la candidatura del diputado nacional Víctor Sodero Nievas, que tan solo dos años atrás se había convertido en el primer candidato peronista en ganar una elección en la provincia desde 1973 al imponerse por holgado margen ante el radicalismo en las elecciones legislativas de 1989, beneficiado por el efecto arrastre de la victoria justicialista nacional. De extracción menemista, Sodero Nievas lideraba a un sector del justicialismo del que formaban parte también Miguel Ángel Pichetto y Oscar Albrieu, siendo este último designado como postulante a la vicegobernación. Si existieron internas importantes para definir los cargos legislativos y municipales.
Dentro de las terceras fuerzas, tanto el PJ como la UCR sufrieron escisiones antes de los comicios que fortalecieron otras alternativas que, aunque no pudieron representar una competencia seria, sí obtendrían un importante caudal de votos. Destacó la candidatura de Julio Rodolfo Salto, del Partido Intransigente, que en las elecciones anteriores había apoyado la candidatura justicialista de Remo Costanzo dentro del «Frente para la Victoria», siendo elegido Salto intendente de la localidad de Cipolletti por dicha coalición. Aunque podía presentarse a la reelección, Salto resolvió competir por la gobernación, configurando una coalición entre el PI y Movimiento Patriótico de Liberación, que se denominó «Movimiento Popular».
Con respecto al Partido Provincial Rionegrino, que contaba con 7 diputados provinciales y era la tercera fuerza provincial, había obtenido réditos políticos luego de conseguir que su líder, el exgobernador de facto Roberto Requeijo, fuese nombrado embajador en Noruega y de impulsar la elección de Costanzo (el candidato justicialista a gobernador de 1987) como senador nacional al apoyar al PJ en la votación legislativa al respecto. Después de abandonar la UCR tras su fallido intento de competir contra Massaccesi, Rajneri inició negociaciones con el partido para adquirir una estructura que le permitiera presentar su candidatura por fuera del radicalismo. Finalmente, el congreso del PPR adoptó una política frentista que le permitió aliarse con Rajneri, creando la coalición «Convocatoria para el Reencuentro Rionegrino», abreviado como «CREER» o «Convocatoria Rionegrina», la cual incluyó al Movimiento de Integración y Desarrollo, al Partido Demócrata Progresista y al Partido Socialista Democrático.
Hubo otras tres formaciones políticas que disputaron la gobernación, con menos posibilidades de éxito. El Partido Demócrata Cristiano postuló a Edgardo Bagli, su dirigente histórico, que ya había sido candidato en 1983. La izquierda se agrupó en la coalición «Unión de los Trabajadores y la Izquierda», y una última formación fue el «Frente para el Futuro».

## Campaña
En paralelo con el desfase de las elecciones provinciales con respecto a los comicios legislativos nacionales, Massaccesi encabezó una campaña estrictamente provincializada, centrándose en defender el «Proyecto Rionegrino» y en resaltar los logros de sus cuatro años de gestión. El gobernador criticó al gobierno nacional y declaró, en marzo de 1991 que, mientras él estuviera al frente del ejecutivo provincial, «no habrá cesantías indiscrimiandas ni se dejará gente en la calle». Enfrentado con el ministro de Economía de la Nación, Domingo Cavallo, Massaccesi mantuvo un discurso federalista y acusó a sus oponentes, en particular Sodero Nievas y Rajneri, de mantener posturas «centralistas» y de apoyar las políticas del gobierno nacional que marginaban a la provincia. Los sectores opositores cuestionaron la campaña de Massaccesi y denunciaron que la situación económica se debía al exceso de gasto público de su gobernación.
Por su parte, la campaña de Sodero Nievas, cuyas principales consignas fueron «Gobernar con la verdad» y «Para cambiar la provincia», sufrió la desventaja del incumplimiento de promesas por parte del menemismo con respecto al cierre de minas en Sierra Grande, hasta entonces su principal bastión electoral. El publicista Eduardo Fernández, que estuvo a cargo de la campaña justicialista en los comicios, describió el proceso de organización como «un parto», afirmando que Sodero Nievas fue abandonado por gran parte de su propio partido ante sus escasas posibilidades de triunfo, y que existía un pacto secreto entre el gobierno de Menem y el de Massaccesi para facilitar su victoria.
El candidato de la alianza Movimiento Popular, Salto, centró su campaña en resaltar los logros que había tenido como intendente de Cipolletti, empleando el eslogan «Un buen administrador». Salto declaró defender las banderas del federalismo, acusando a Massaccesi de «no tener moral» para hacerlo, y defendió una racionalización del 90% en el número de empleados públicos. Se comprometió a descentralizar el manejo de la provincia y a promover una reorganización general del estado. Una de sus principales promesas fue hacer «un gobierno bien rionegrino», cuestionando colocar en la presidencia del Banco Provincial a nadie «que fuera de cualquier lugar menos Río Negro».
La fecha de las elecciones, originalmente previstas para el 11 de julio, había sido negociada entre Massaccesi y el gobierno nacional para que retrasar los comicios un mes (coincidiendo con las elecciones de San Juan y San luis) a cambio de fondos para pagar los salarios atrasados de la administración pública. Dos meses antes, el 10 de mayo, el gobierno provincial y el nacional firmaron un acuerdo por el cual la provincia se comprometía a usar el 10% de su coparticipación para pagar la deuda del Banco de la Provincia de Río Negro (BPRN) con el Banco Central de la República Argentina (BCRA), mientras que el estado nacional acordaba devolver 15 millones de dólares en BIC que estaban bloqueados por la situación que afectaba a la institución provincial. Sin embargo Cavallo, en calidad de ministro de Economía, rechazó el acuerdo y dificultó las negociaciones.

Por la mañana del 5 de julio], ante el difícil panorama financiero que enfrentaba Río Negro y poco más de un mes antes de las elecciones, Massaccesi se presentó personalmente en el edificio del BPRN ubicado en la localidad General Roca y en donde también funcionaba el Tesoro Regional del BCRA, acompañado por el vicegobernador saliente Pablo Verani, el jefe de policía local y varios de sus ministros; incautando de los fondos del Tesoro 16,6 millones de dólares pesos, que empleó para pagar las jubilaciones y los sueldos atrasados.
La controvertida maniobra provocó un escándalo nacional. El justicialismo denunció la incautación como una medida «ilegal e ilegítima» y exigió la intervención federal a la provincia y el inicio de un proceso judicial contra el gobernador. Sodero Nievas afirmó que Massaccesi debía renunciar después de haber cometido lo que, en su opinión, era una «declaración de guerra descabellada» contra el gobierno nacional. Rajneri, por su parte, afirmó que Massaccesi estaba buscando que la provincia fuera intervenida, calificando la acción como un «asalto». Menem declaró el 8 de julio que no estaban dadas las condiciones para intervenir Río Negro, a pesar de que el gobierno había barajado brevemente la posibilidad.
En contraposición a las respuestas políticas al incidente, la actitud de Massaccesi fue sumamente popular entre la población local y le permitió al gobernador posicionarse como un «líder provincial heroico» que había incautado los fondos con el objetivo de defender los intereses rionegrinos. Massaccesi consideró este incidente, entre otras cosas, como un importante factor para su aplastante reelección, describiendo esto como una «estocada al centralismo» y afirmando después de las elecciones que la incautación había despertado tal nivel de adhesión entre los rionegrinos que implicó, a su vez, un virtual «incautamiento de las urnas».

## Resultados

### Gobernador y vicegobernador
Finalmente, la elección resultó en un rotundo triunfo para la fórmula Massaccesi-Gagliardi, de la Unión Cívica Radical, que recogió el 46,44% de los votos positivamente emitidos contra el 26,95% de la fórmula Sodero Nievas-Albrieu, del Partido Justicialista. Massaccesi incrementó considerablemente su resultado con respecto a 1987 con 19.077 votos más (8,47 puntos), mientras que Sodero Nievas sufrió una elevada caída de votos comparable al crecimiento del gobernador, con 12.847 sufragios menos de los logrados por Remo Costanzo cuatro años atrás, y una aún más masiva hemorragia con respecto a su propia victoria en la categoría de diputados nacionales en 1989, tan solo dos años atrás, perdiendo 33.860 votos (16 puntos exactos). Entre los principales motivos para este resultado, además de la incautación de fondos del Tesoro Regional, se destacó la crisis sufrida por el justicialismo rionegrino después del incumplimiento de promesas electorales por parte del gobierno menemista, que afectaron particularmente las imágenes públicas de Sodero Nievas y Miguel Ángel Pichetto, provenientes de Sierra Grande. En términos generales, el porcentaje logrado por Massaccesi fue solo el cuarto mejor resultado logrado por la UCR durante su período de hegemonía (1983-2011), superado por el 52,69% de Osvaldo Álvarez Guerrero en 1983, el 48,61% de Pablo Verani en 1999, y el 47,29% de Miguel Saiz en 2007, pero su diferencia con respecto al segundo candidato más votado fue la mayor de la historia electoral rionegrina, con 19,49 puntos. Logró además imponerse en todos los departamentos de la provincia, suceso que no se repetiría hasta el triunfo de Arabela Carreras en 2019.
En el plano de las terceras fuerzas, la fórmula Salto-Campano, del frente Movimiento Popular irrumpió con fuerza en los comicios al obtener el 14,31%, no habiendo disputado elecciones previas y con débiles antecedentes electorales (con la excepción de las elecciones legislativas de 1985). Sus mejores resultados se dieron en las inmendaciones de Cipolletti, ciudad de la que Salto era intendente y donde disputó de cerca la elección contra la UCR y arrastró al PJ al tercer puesto. En contraposición, la candidatura de Rajneri y la formación de un frente electoral con otras fuerzas políticas no ayudó al Partido Provincial Rionegrino como se esperaba, obteniéndo la fórmula Rajneri-Sánchez un 9,07% de las preferencias y perdiendo 21.623 votos con respecto a la cantidad obtenida por Roberto Requeijo en 1987 con el partido disputando en solitario. Si se tiene en cuenta la integración de la alianza con el Movimiento de Integración y Desarrollo, el Partido Demócrata Progresista, y el Partido Socialista Democrático, la superposición perdió 27.045 votos con respecto a los 44.293 que obtuvieron dichos partidos por separado en 1987.
|  | 46,44 % |

|  | 26,95 % |

|  | 14,31 % |

|  | 9,07 % |

|  | 1,44 % |

|  | 1,18 % |

|  | 0,61 % |

|  | 94,76 % |

|  | 4,31 % |

|  | 0,93 % |

|  | 100 % |

|  | 77,44 % |

### Legislatura Provincial
|  | 44,63 % |

|  | 44,85 % |

|  | 27,75 % |

|  | 27,99 % |

|  | 13,80 % |

|  | 13,60 % |

|  | 9,26 % |

|  | 9,09 % |

|  | 1,86 % |

|  | 2,01 % |

|  | 1,30 % |

|  | 1,29 % |

|  | 0,79 % |

|  | 0,65 % |

|  | 0,62 % |

|  | 0,51 % |

|  | 91,39 % |

|  | 90,26 % |

|  | 7,70 % |

|  | 8,81 % |

|  | 0,91 % |

|  | 0,93 % |

|  | 100 % |

|  | 100 % |

|  | 77,44 % |

|  | 77,44 % |

#### Electos por circuitos electorales
| Circuito          | Legislador         | Partido | Partido               |
| ----------------- | ------------------ | ------- | --------------------- |
| Alto Valle Centro | Remigio Romera     |         | Unión Cívica Radical  |
| Alto Valle Centro | Carlos Sánchez     |         | Unión Cívica Radical  |
| Alto Valle Centro | Rubén Gate         |         | Unión Cívica Radical  |
| Alto Valle Este   | Jorge Pascual      |         | Unión Cívica Radical  |
| Alto Valle Este   | Olga Massaccesi    |         | Unión Cívica Radical  |
| Alto Valle Este   | Eduardo Cailly     |         | Partido Justicialista |
| Alto Valle Oeste  | Marta Milesi       |         | Unión Cívica Radical  |
| Alto Valle Oeste  | José Airaldo       |         | Unión Cívica Radical  |
| Alto Valle Oeste  | Guillermo Crosvald |         | Movimiento Popular    |
| Andino            | Tradición Beovide  |         | Unión Cívica Radical  |
| Andino            | Néstor Capano      |         | Unión Cívica Radical  |
| Andino            | Osvaldo Nemirovsci |         | Partido Justicialista |
| Atlántico         | Rubén Manqueo      |         | Unión Cívica Radical  |
| Atlántico         | Edgardo Corvalán   |         | Unión Cívica Radical  |
| Atlántico         | Hugo Lastra        |         | Partido Justicialista |
| Línea Sur         | Esteban Rodrigo    |         | Unión Cívica Radical  |
| Línea Sur         | Héctor Pérez       |         | Unión Cívica Radical  |
| Línea Sur         | Ángela Penroz      |         | Partido Justicialista |
| Valle Inferior    | Bautista Mendioroz |         | Unión Cívica Radical  |
| Valle Inferior    | Juan Kugler        |         | Unión Cívica Radical  |
| Valle Inferior    | Carlos Larreguy    |         | Partido Justicialista |
| Valle Medio       | Marta Mayo         |         | Unión Cívica Radical  |
| Valle Medio       | Miguel Pedranti    |         | Unión Cívica Radical  |
| Valle Medio       | Miguel González    |         | Partido Justicialista |